# 天河城广场

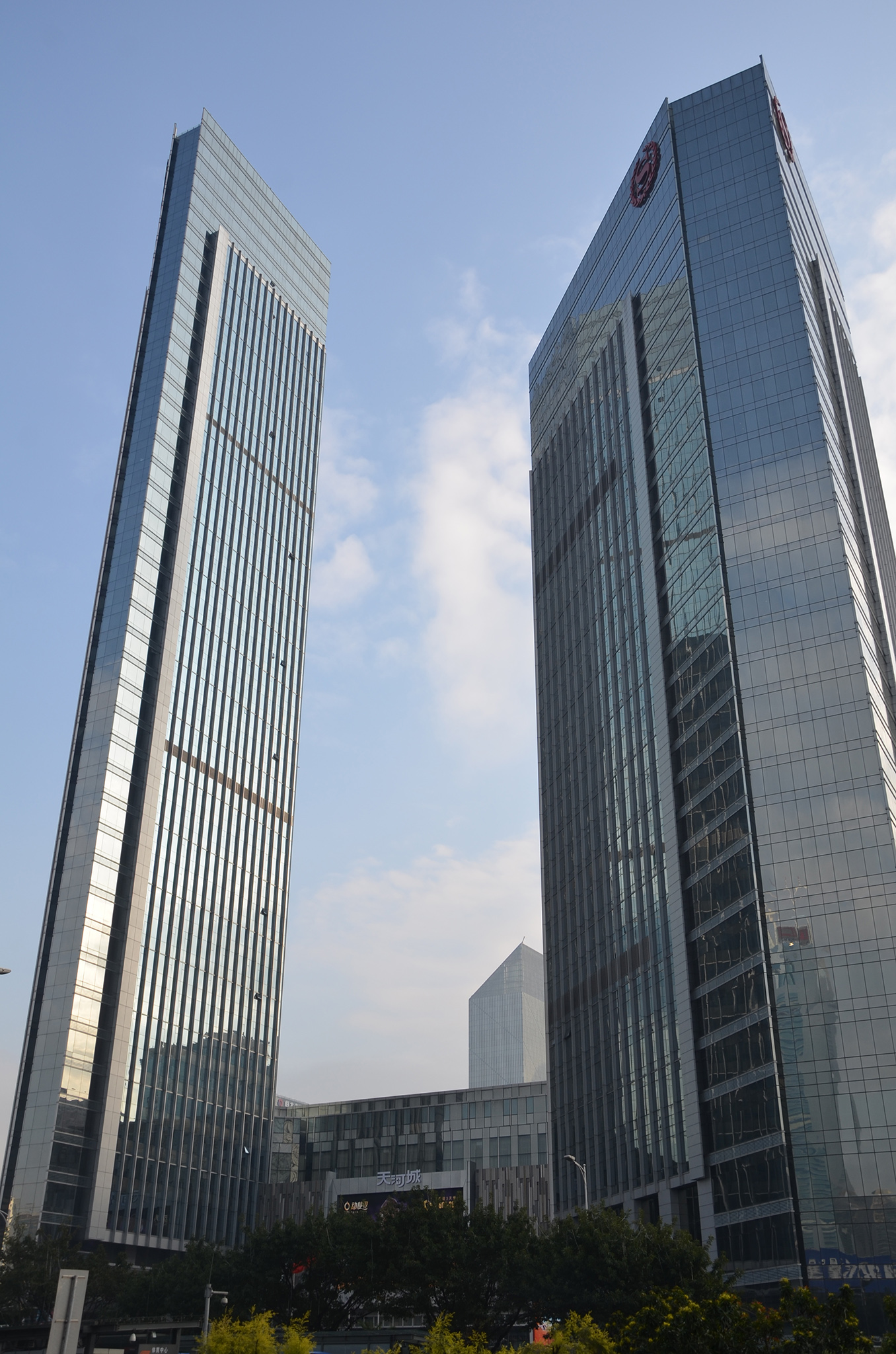
天河城广场（2013），左至右：天河城大厦、天河城、喜來登酒店。

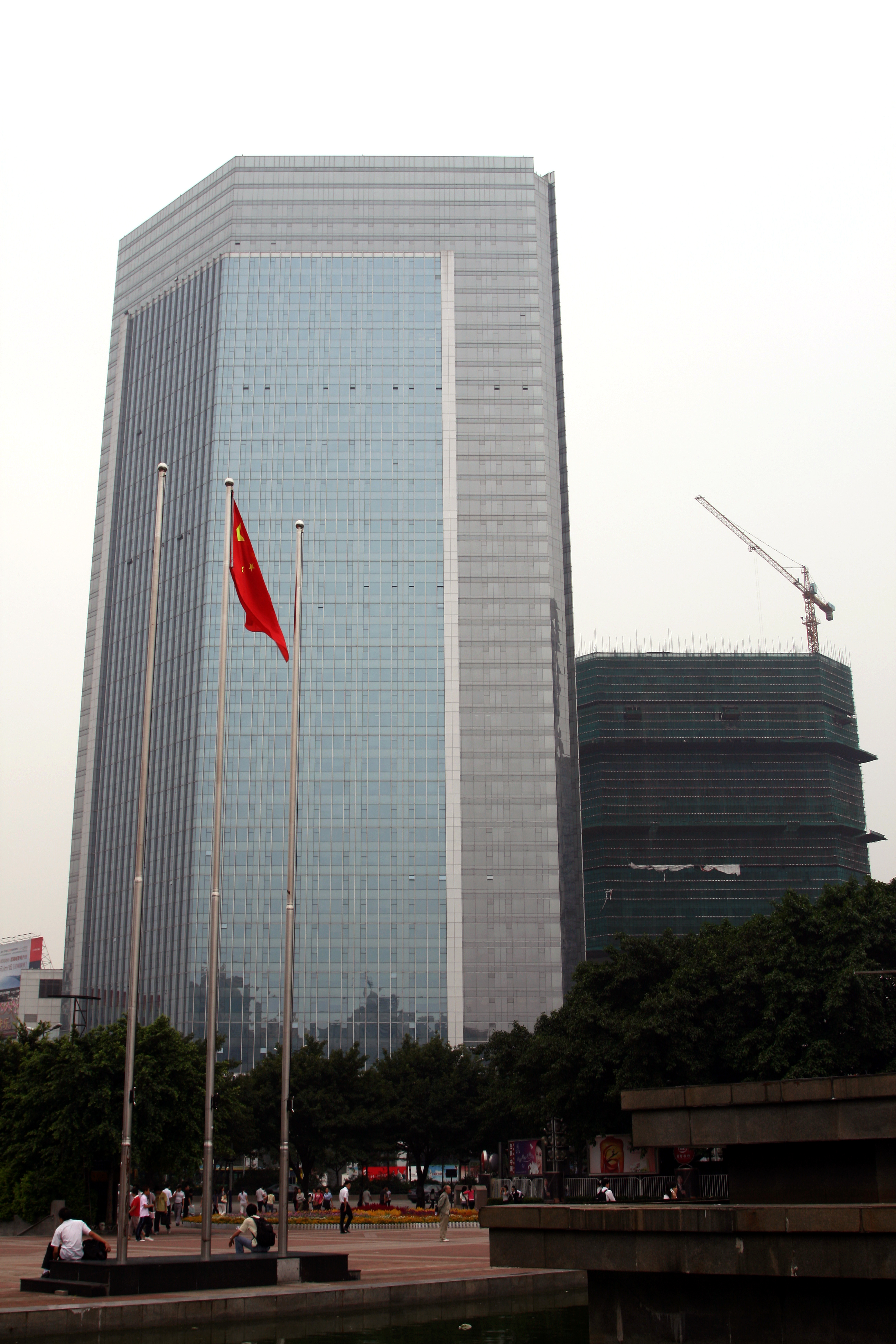
天河城广场（2008），雙塔的其中一棟當時尚未完工

天河城广场，是一個广州市的一個大型商務綜合建築，位于天河区天河路，正对天河体育中心，它与临近的众多商业广场一起构成广州最繁华的三大商业地带之一的天河城商圈。

## 概覽
廣場包括有購物中心、辦公大樓及酒店，總建築面積約為160,000平方米，當中有106,000平方米作出租用途。由粵海投資實際持有物業，擁有廣東天河城（集團）股份有限公司（「廣東天河城」）7成左右的實際權益，由該公司代為營運。

## 各部分

### 天河城购物中心
天河城购物中心是中国大陆最早营运的大型购物中心（Shopping Mall），于1996年8月18日正式开幕。购物中心楼高10层，其中地面7层、地下3层，建筑面积约16万平方米。负1层和地面7层为商业经营场地，建筑面积约11万平方米。负2、3层为停车场。场内包含名牌商品专卖、食肆、戲院和电子游戏等众多消费场所，入场经营的租户超过300家，并设有天河城百货（原天贸南大）和永旺（吉之岛）两間大型百货公司。
天河城购物中心于2006年1月12日被广东省工商行政管理局授予为广东省著名商标。 

### 粤海天河城大厦
粤海天河城大厦是一座甲级写字楼，位于天河城广场东侧，由香港巴马丹拿国际公司和广州市设计院担任建筑设计，于2007年2月1日落成并交付使用。主体总高度195米，建筑外墙以银色高性能环保Low-E低反光玻璃配合纵横向喷涂铝条框架组成，层数45层，在5个办公区配备22台高速客梯，总建筑面积约10.3万平方米。物业管理采用“单一业权、只租不售”的经营模式，项目在交付后半年出租率即超过6成，且90%的租户是全球500强企业华南地区区域总部。
谷歌中國的廣州辦公室在30樓，广东粤海控股集团有限公司设在该大楼的45楼。

### 粤海喜来登酒店
粤海喜来登酒店是广东天河城（集团）股份有限公司和喜达屋酒店及度假酒店国际集团于2006年签订合作协议的酒店项目，由天河城集团投资建设，喜达屋集团输入品牌及管理，并于当年开始工程施工。项目位于天河城广场西侧，为满足喜来登酒店的需要，施工方动用408公斤炸药爆破拆除了原天河城西塔的地上四层建筑，爆破时监测点每立方米空气悬浮颗粒仅0.5毫克，被业界称为“中国环保第一爆”。新建筑面积约6万平方米，楼高38层，定位为五星级酒店，提供 445 间客房，并设有餐厅、大型会议空间、健体中心、水疗、康乐及泳池等设施，已於2011年7月開業。。

## 公共交通
天河城广场位于广州新城市中轴线上，天河路、体育西路及天河南一路分列广场北、西、南部。东侧设有港湾式巴士站，有27条普通路线、4条高峰路线和12条夜班路线经过；广场地下直接連接地鐵體育西路站C出口。
- █1号线、█3号线：體育西路站
- █APM线：天河南站
- 廣州BRT：體育中心站

## 资料来源
1. ↑  . 《信息时报》.   [2008-10-11]. （原始内容存档于2020-03-16）.
2. ↑  物业投资及发展 粵海投資有限公司
3. ↑  . 广州市新闻中心.   [2008-09-27]. （原始内容存档于2008-11-19）.
4. ↑  . 《南方都市报》.   [2008-10-10]. （原始内容存档于2007-10-22）.
5. ↑  . 天河区经贸局.   [2008-10-10].[永久]
6. ↑  . 《南方日报》.   [2008-10-11]. （原始内容存档于2020-03-16）.
7. ↑  . 中国国际广播电台在线.   [2008-10-11]. （原始内容存档于2016-10-24）.
8. ↑  . 华南商业网.   [2008-10-11].[永久]
9. ↑  . 《新快报》.   [2008-10-11]. （原始内容存档于2005-05-23）.